# Гікам-Гаузінг (Гаваї)
Гікам-Гаузінг (англ. Hickam Housing) — переписна місцевість (CDP) в США, в окрузі Гонолулу штату Гаваї. Населення — 7581 особа (2020).

## Географія
Гікам-Гаузінг розташований за координатами 21°19′50″ пн. ш. 157°57′15″ зх. д. / 21.33056° пн. ш. 157.95417° зх. д. (21.330574, -157.954147).  За даними Бюро перепису населення США в 2010 році переписна місцевість мала площу 12,64 км², з яких 11,88 км² — суходіл та 0,77 км² — водойми.

## Демографія
Згідно з переписом 2010 року, у переписній місцевості мешкало 6920 осіб у 1918 домогосподарствах у складі 1722 родин. Густота населення становила 547 осіб/км².  Було 2353 помешкання (186/км²).
Расовий склад населення:
| - 65,9 % — білих - 9,5 % — чорних або афроамериканців - 6,2 % — азіатів - 3,0 % — вихідців з тихоокеанських островів - 0,6 % — корінних американців - 3,5 % — осіб інших рас |

До двох чи більше рас належало 11,3 %. Частка іспаномовних становила 13,6 % від усіх жителів.
За віковим діапазоном населення розподілялося таким чином: 39,9 % — особи молодші 18 років, 59,4 % — особи у віці 18—64 років, 0,7 % — особи у віці 65 років та старші. Медіана віку мешканця становила 24,2 року. На 100 осіб жіночої статі у переписній місцевості припадало 106,0 чоловіків;  на 100 жінок у віці від 18 років та старших — 107,2 чоловіків також старших 18 років.
Середній дохід на одне домашнє господарство  становив 78 304 долари США (медіана — 70 538), а середній дохід на одну сім'ю — 80 334 долари (медіана — 72 365). За межею бідності перебувало 7,1 % осіб, у тому числі 10,0 % дітей у віці до 18 років та 0,0 % осіб у віці 65 років та старших.
Цивільне працевлаштоване населення становило 1979 осіб. Основні галузі зайнятості: публічна адміністрація — 50,6 %, освіта, охорона здоров'я та соціальна допомога — 19,2 %, науковці, спеціалісти, менеджери — 7,6 %, мистецтво, розваги та відпочинок — 7,3 %.